# مريم فاي سال
مريم فاي سال (بالإنجليزية: Marieme Faye Sall وتكتب أيضًا Marème Faye Sall) هي شخصية عامة سنغالية وسيدة السنغال الأولى من 2012 إلى عام 2024. سال هي زوجة الرئيس ماكي سال وأول سيدة أولى سنغالية خالصة، فهي سنغالية المولد والعرق بعكس سابقاتها ذوات الأصول العرقية الفرنسية أو اللبنانية.
وُلِدت فاي سال في مدينة سانت لويس، السنغال، وترتيبها هو الرابع بين ثمانية أبناء. وفقًا لمذكراتها الرسمية، فإن أصولها مزدوجة وتعود لشعب الفولاني والسيريريون. درست مريم في المدرسة الابتدائية في سانت-لويس ثم انتقلت مع أهلها إلى مدينة ديوربيل في إقليم ديوربيل وسط السنغال. ثم التحقت بالمدرسة الثانوية وحصلت على شهادة الثانوية الفنية. التحقت سال بعد ذلك بالمعهد العالي للتكنولوجيا في جامعة الشيخ أنتا ديوب لدراسة الهندسة الكهربائية، لكنها لم تتخرج. تركت سال الجامعة بعد ولادتها لطفلها الأول.
التقت مريم فاي سال بزوجها المستقبلي، ماكي سال، في 1992 بينما كانت لاتزال في المدرسة الثانوية. تركت دراستها في جامعة الشيخ أنتا ديوب في 1995 بعد زواجها وإنجابها طفلها الأول أنجب الزوجان ثلاثة أطفال.
كانت مريم مستشارة وثيقة وداعمة لزوجها خلال حملته الرئاسية في 2012 ضد عبد الله واد، الرئيس في ذلك الوقت. لم تتدخل مريم في التخطيط اليومي الذي قام به حزب زوجها «التحالف من أجل الجمهورية» السنغالي. رغم ذلك، سعت بعض مصادر النشر المقربة من الرئيس واد إلى تصوير مريم أثناء الحملة كشخص مفرط في الطموح والتقوى. تغلب ماكي سال على الرئيس واد خلال انتخابات الإعادة التي أجريت في 25 مارس 2012.
أصبحت سال رابع امرأة سنغالية تحمل لقب السيدة الأولى في 2 أبريل 2012. تُعد سال أول سيدة أولى سوداء، وأول سيدة أولى مسلمة، وأول سيدة أولى سنغالية الأصل والمنشأ. فأول سيدة أولى، كوليت سنغور، وثالث سيدة أولى، فيفيان واد، كلتاهما فرنسيتان. كما أن إليزابيث ديوف، السيدة الأولى السابقة وزوجة الرئيس السابق عبده ديوف، ذات أب لبناني وأم سنغالية. أطلقت العديد من النساء السنغاليات على سال لقب «السيدة السنغالية الحقيقية».
أسست سال مؤسسة خيرية تدعى نخدم السنغال (بالإنجليزية: Serve Senegal Foundation) خلال فترتها كسيدة أولى، وتترأس مجلس إدارتها.